# Prästhavre
Prästhavre (Billbergia nutans) är en art inom familjen ananasväxter från Brasilien, Argentina, Paraguay och Uruguay.
Prästhavre är en marklevande art och bildar flera trattformad bladrosetter, 40-60 cm höga. Bladen är sågtandade eller helbräddade, smala och silvergröna. Högbladen är smala, rosa. Blommorna är gröngula med blålila kanter. Varje rosett blommar endast en gång, men nya skott kommer från roten.

## Varieteter
Två varieteter erkänns:
- var. nutans  - har sågtandade blad.
- var. schimperiana - har hela bladkanter utan tänder.

## Odling
Placeras ljust och tål full sol. Trivs bäst med hög luftfuktighet. Jorden bör vara en väldränerad standardjord. Förvaras i rumstemperatur eller något svalare, minimum 12°C. Tål 0°C som friplanterad om den hålls helt torr. Vattnas regelbundet på sommaren och skall helst inte torka ut, vintertid torrare. Vattna inte i struten, då ruttnar plantan lätt. Ge svag gödning regelbundet under sommaren. Nya rosetter kan avskiljas efter att de bildat rötter och är ungefär hälften så stora som den vuxna bladstruten. Plantera direkt i jord och vattna sparsamt tills plantan rotat sig.

## Synonymer
var. nutans
Billbergia nutans f. rupestris Hassl.
Billbergia nutans var. striata Reitz
var. schimperiana (Wittm. ex Baker) Mez 
Billbergia schimperiana Wittm. ex Baker

### Webbkällor
- Bromeliad Encyclopedia
- Wikimedia Commons har media som rör Prästhavre.